# Smash Mouth (álbum)
Smash Mouth es el nombre del tercer álbum de estudio de la banda de rock y ska californiana homónima que fue lanzado a finales de 2000. Fue el primer álbum con su nuevo baterista Michael Urbano y su lanzamiento fue retrasado unos cuantos meses debido a la muerte del hijo del vocalista principal, Pressley Scott Harwell.
Smash Mouth abrió una votación en su sitio web en el otoño del año 1999 para darle nombre a su tercer álbum. El resultado fue un empate entre dos opciones, una de las cuales era darle al álbum el mismo nombre del grupo. El álbum fue lanzado junto a su primer sencillo, Pacific Coast Party.

## Lista de canciones
Todas las canciones escritas por Greg Camp a excepción de las que se indiquen:
1. "Holiday in My Head" - 2:40
2. "Your Man" - 3:36
3. "Pacific Coast Party" - 2:58 (Paul De Lisle)
4. "She Turns Me On" - 3:12 (Paul Cafaro, Eric Valentine)
5. "Sister Psychic" - 3:16
6. "Out of Sight" - 2:56
7. "Force Field" - 3:49
8. "Shoes 'n' Hats" - 2:48
9. "Hold You High" - 3:01
10. "The in Set" - 3:41
11. "Disenchanted" - 4:16
12. "Keep It Down" - 5:31
13. "I'm a Believer" - 3:07 (Neil Diamond)

### Extras de la versión japonesa
14. "All Star" - 3:21
15. "Walkin' on the Sun" - 3:27 (Camp, De Lisle, Steve Harwell, Kevin Coleman)
16. "Pacific Coast Party (Olav Basoski Remix)" - 7:58

### Extras de la versión australiana
14. "All Star" - 3:21
15. "Can't Get Enough of You Baby" - 2:30 (Sandy Linzer, Denny Randell)

## Créditos
- Steven Harwell - Voz principal
- Greg Camp - Guitarras, coros
- Paul De Lisle - Bajo, coros
- Michael Klooster - Teclados, coros
- Michael Urbano - Batería

## Uso en los medios
- "Holiday in My Head" fue parte de la banda sonora de la película Clockstoppers.
- "I'm a Believer", un cover de la canción clásica de The Monkees, fue incluida en la película Shrek.
- "Pacific Coast Party" fue parte de la banda sonora del videojuego Disney's Extreme Skate Adventure. Para este propósito, la primera línea de la canción: "Get your motor runnin', California Interstate 1" (en español, "Enciende el motor, Interstatal 1 de California" se repitió en el segundo verso de la canción, reemplazando: "Quit your bitchin', bite your tongue, save it for a rainy day, son" (en español, "Deja de putear, muérdete la lengua, guárdatelo para después muchacho"), para hacerlo más apropiado.